# Полковник Мяу
Полковник Мяу (англ. Colonel Meow, взят из приюта 11 октября 2011 года, умер 29 января 2014 года) — кот, помесь гималайской и персидской породы из Лос-Анджелеса, штат Калифорния.
Был известен как кот с необычайно длинным мехом. Средняя длина меха кота составляла 22,89 сантиметра; в 2013 году он оказался в Книге рекордов Гиннесса как обладатель самой длинной шерсти. Хозяйка, Энн-Мари Эви, взяла кота в приюте 11 октября 2011 года. Известность в средствах массовой информации кот получил за пушистость, «недовольный» вид и недовольные комментарии на собственной странице в Фейсбуке. Владельцы, как отмечают журналисты, не стремились заработать на популярности кота.
В 2013 году Полковник участвовал в съёмках благотворительного ролика вместе с другими знаменитыми котами, в том числе Grumpy Cat. В ноябре 2013 года кот оказался в больнице, где ветеринары установили, что у него врождённые проблемы с сердцем; он скончался в доме хозяев в Лос-Анджелесе в январе 2014 года.